# Vauciennes (Oise)
Vauciennes é uma comuna francesa na região administrativa de Altos da França, no departamento de Oise. Estende-se por uma área de 6,36 km². Em 2010 a comuna tinha 700 habitantes (densidade: 110,1 hab./km²).